# Lindesnes (1964-2019)

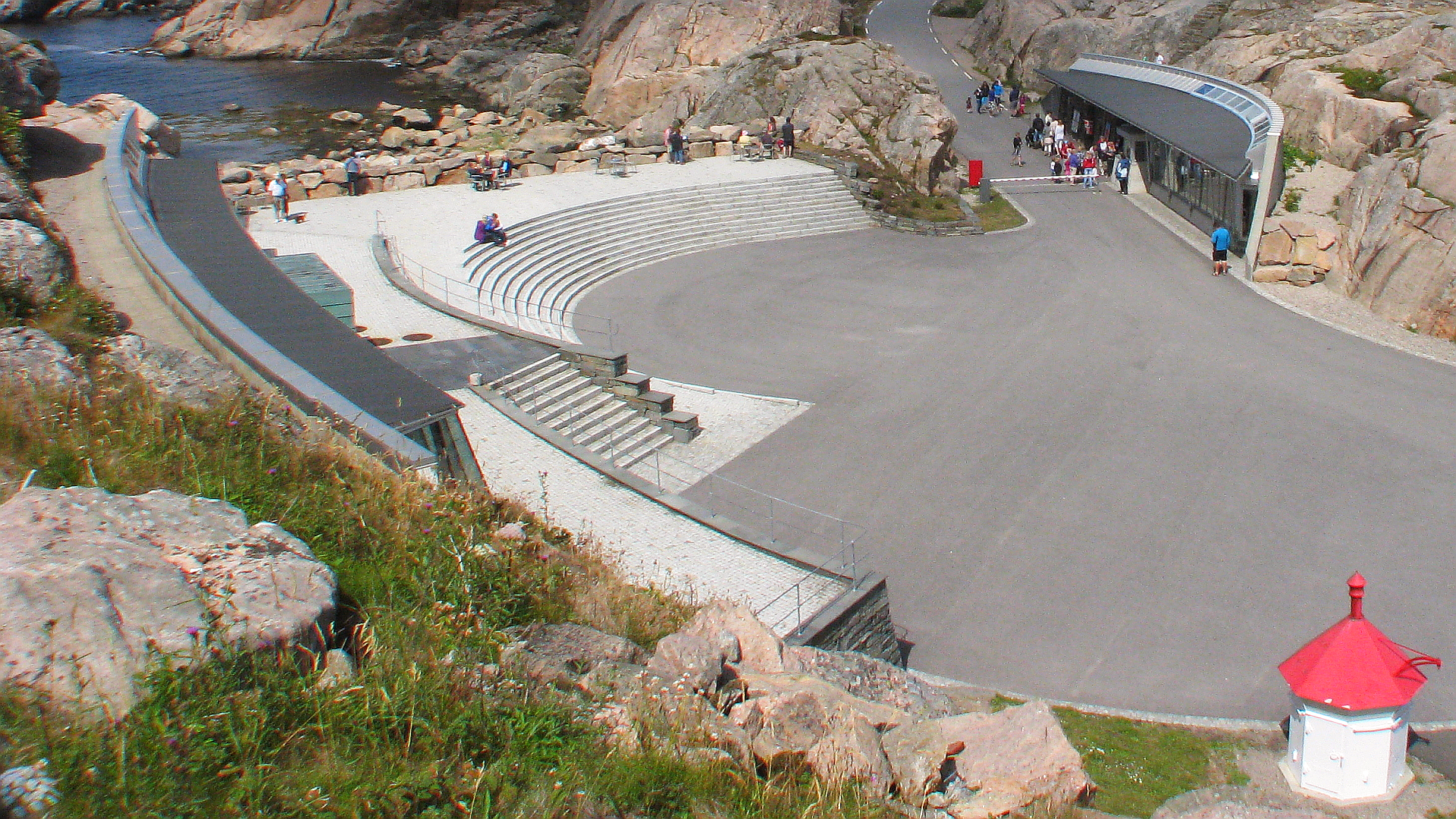
Lindesnes Fjellhallen (Millenium-Fjellhallen 2000-2004)

Lindesnes fue un antiguo municipio de Noruega, en el antiguo condado de Vest-Agder. Formaba parte del distrito tradicional de Sørlandet. El centro administrativo del municipio estaba en Sør-Audnedal. Lindesnes fue creado como un nuevo municipio el 1 de enero de 1964 después de la fusión de los antiguos municipios de Spangereid, Sør-Audnedal y Vigmostad. Desapareció el 31 de enero de 2019, con la creación del nuevo municipio de igual nombre, Lindesnes
Era un municipio costero, con una larga franja de litoral en el sur. También limitaba con el municipio de Audnedal al norte, Lyngdal al oeste y Mandal y Marnardal al este. El faro de Lindesnes se alza en el punto más meridional de Noruega.